# Josef Wiesen

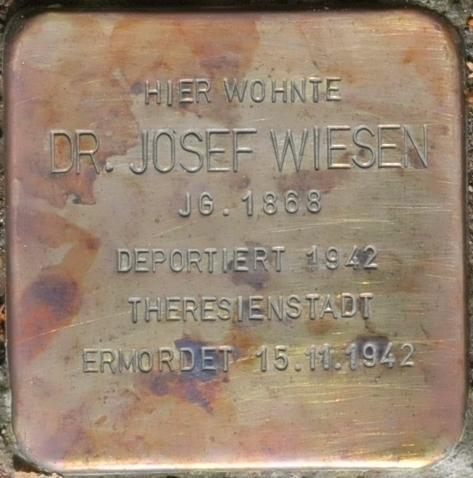
Stolperstein für Josef Wiesen an seiner letzten Wohnadresse Am Schlossberg 10 in Eisenach

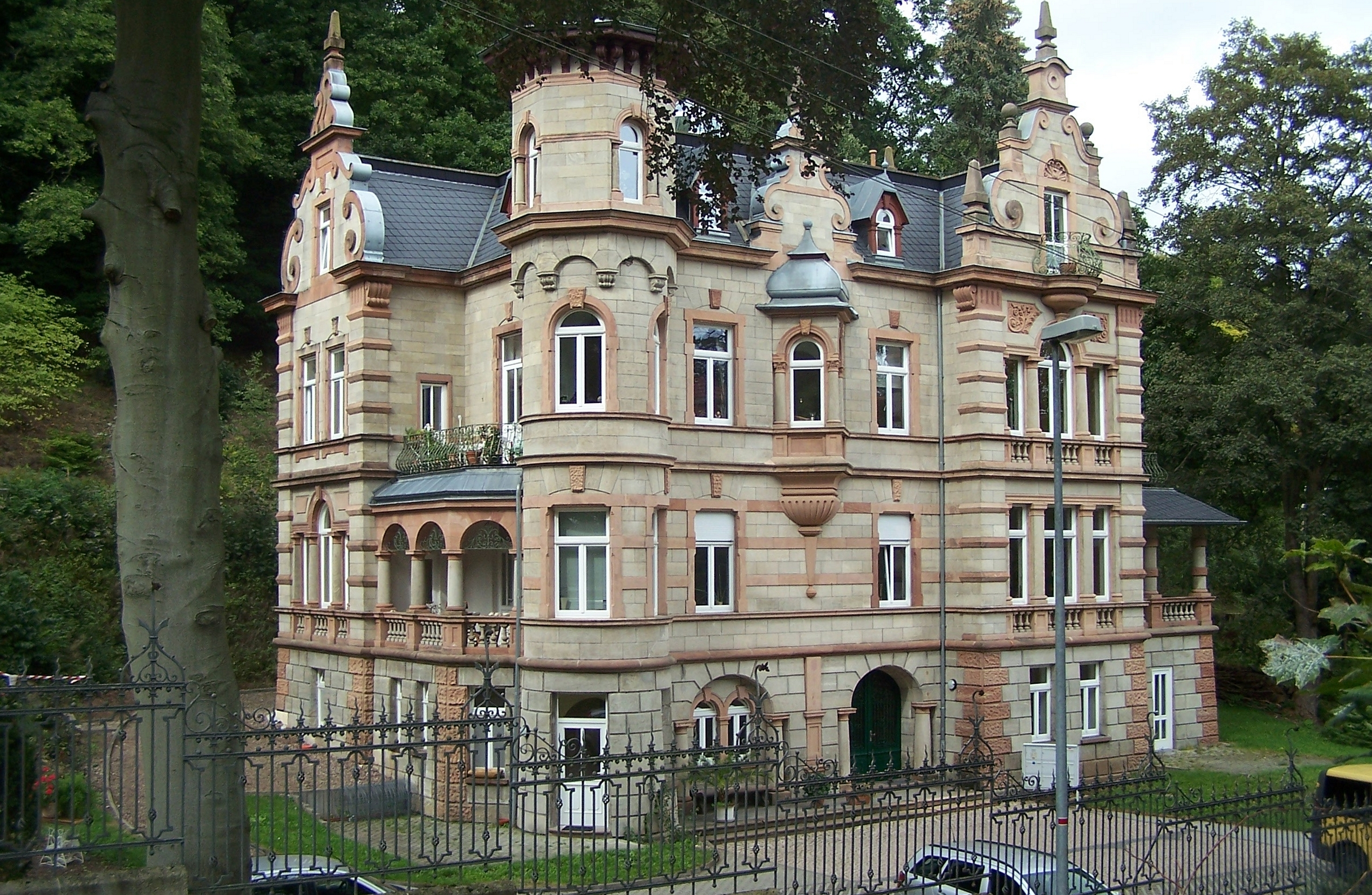
Villa Musculus, Schlossberg 10, Eisenach

Josef Wiesen (* 25. Februar 1865 in Szerbittabé, Kaisertum Österreich; † 15. November 1942 im Ghetto Theresienstadt) war ein jüdischer Lehrer und als Landesrabbiner des Großherzogtums Sachsen-Weimar-Eisenach seinerzeit der höchste jüdische Würdenträger Thüringens.

## Leben
Josef Wiesen wurde im Februar 1865 als Sohn des Lehrers, Verlegers und Schriftstellers Israel Wiesen und dessen Frau Betty, geborene Pless, in Ittebe geboren. Er besuchte die höhere Knabenschule in Ittebe, danach das Realgymnasium in Osterode am Harz und ab Ostern 1882 das Israelitische Lehrerseminar in Kassel, an dem er Abitur machte. Danach war er von 1885 bis 1887 als Lehrer und Prediger in der jüdischen Gemeinde in Moringen sowie als Kantor und Gefängnisgeistlicher in Hannover tätig. 1887 begann er, Philosophie, Hebräisch und Pädagogik in Berlin zu studieren. Nach Studienaufenthalten in Straßburg und Erlangen promovierte er 1892. Im selben Jahr erhielt Wiesen das Rabbinerdiplom I. Grades und wurde Bezirksrabbiner in Böhmisch Leipa.
1898 wurde er zunächst kommissarisch Landesrabbiner des Großherzogtums Sachsen-Weimar-Eisenach, 1902 erfolgte seine offizielle Berufung. Er lebte zunächst in Stadtlengsfeld und ab 1911 in Eisenach, was zunächst nur für die Dauer vom drei Jahren genehmigt wurde. Der Sitz des Landrabbinats blieb formal in Stadtlengsfeld. In Eisenach eröffnete er in seinem herrschaftlichen Haus, der Villa Musculus, ein Erziehungsheim für schwachbefähigte, nervöse und schwer erziehbare Kinder. 1919/1920 wurde er durch die erfolgreiche Auseinandersetzung mit Artur Dinter um dessen antisemitisches Buch „Die Sünde wider das Blut“ auch überregional bekannt. 1930 ging Josef Wiesen in den Ruhestand.
Während der Novemberpogrome 1938 wurde er verhaftet, aber wieder freigelassen. In den folgenden Jahren unterstützte er verfolgte Juden und beherbergte sie. Daneben führte er in seinem Haus Gottesdienste durch. Am 19. September 1942 wurde Wiesen in das Ghetto Theresienstadt deportiert, wo er am 15. November desselben Jahres verstarb. Als Todesursache wurde Darmkatarrh und Arteriosklerose angegeben.

## Familie
Wiesen war zweimal verheiratet und hatte vier Kinder. Mit seiner ersten, 1905 in Stadtlengsfeld verstorbenen Frau Ida, geborene Berg, hatte Wiesen drei Kinder: Hertha (1894), Erich (1897–1972) sowie Gertrud (geb. 1898). Hertha wurde 1942 in Riga ermordet, Gertrud, verh. Klein, starb 1989 in Israel. Sohn Erich studierte Medizin und war als Arzt in Eisenach tätig. Er wurde 1943 mit seiner Familie ins Konzentrationslager Auschwitz verbracht, wo seine Frau und sein Sohn sofort ermordet wurden. Erich Wiesen musste als Häftlingsarzt für Josef Mengele im sogenannten „Zigeunerlager“ tätig werden. Vor der Befreiung des Lagers wurde er auf den Todesmarsch, zuletzt nach Mauthausen geschickt. Er überlebte und kehrt nach Eisenach zurück, wo er die Geschäfte der Israelitischen Kultusgemeinde übernahm und Restitutionsansprüche stellte. 1946 ging er in die USA, wo sein Halbbruder Rudolf lebte. Dort ließ er sich als Allgemeinarzt nieder und erhielt 1951 die amerikanische Staatsbürgerschaft.
Aus Josef Wiesens zweiter Ehe mit Elsa, geborene Doernberg (geb. 1880, verst. 1941 in Eisenach),  stammte der Sohn Rudolf, der bereits 1937 amerikanischer Staatsbürger wurde. 

## Erinnerungskultur
Zum Gedenken an Wiesen und seine Familie wurden an seinem herrschaftlichen Wohnhaus in Eisenach, Schlossberg 10, drei Stolpersteine, für ihn, für Irma, die Frau seines Sohnes Erich und sein Enkel Peter in den Gehweg eingelassen.